# Jasionka (powiat rzeszowski)
Jasionka – wieś w Polsce położona w województwie podkarpackim, w powiecie rzeszowskim, w gminie Trzebownisko.
| SIMC    | Nazwa      | Rodzaj     |
| ------- | ---------- | ---------- |
| 0664243 | Brodkowice | część wsi  |
| 0664295 | Gęsiówka   | przysiółek |
| 0664250 | Gliniaki   | część wsi  |
| 0664303 | Kamionka   | przysiółek |
| 0664266 | Kmiecie    | część wsi  |
| 0664272 | Podmalce   | część wsi  |
| 0664289 | Zagrody    | część wsi  |

Wieś położona jest wzdłuż drogi wojewódzkiej nr 878, 10 km na północ od Rzeszowa, obok drogi ekspresowej S19 (węzeł), przy której swój początek ma droga wojewódzka nr 869.
W miejscowości funkcjonują: rzymskokatolicka Parafia św. Stanisława Kostki, szkoła podstawowa, koło gospodyń wiejskich oraz jednostka OSP. Znajdują się także bank, poczta, spółdzielnia telekomunikacyjna, punkt apteczny, ośrodek zdrowia i inne punkty usługowo-handlowe.
Na terenie wsi znajduje się port lotniczy Rzeszów-Jasionka oraz szkolne lotnisko Ośrodka Kształcenia Lotniczego Politechniki Rzeszowskiej. W pobliżu portu lotniczego znajduje się amerykańska baza wojskowa, otwarta na początku lutego 2022. Baza ma służyć zabezpieczeniu wschodniej granicy NATO i z tego powodu znajduje się tu także amerykańskie dowództwo. W bazie początkowo służyło 1700 żołnierzy 82. Dywizji Powietrznodesantowej, ale wkrótce ich ilość została zwiększona. Informacja, ile obecnie wynosi, nie jest jawna. Ponadto pracują w niej amerykańscy pracownicy cywilni. W związku z otwarciem bazy 25 marca 2022 roku w ramach wizyty w Polsce wieś odwiedził prezydent Stanów Zjednoczonych Joe Biden.
Wieś posiada własny stadion sportowy z dużym parkingiem. Drużyna klubu LKS Jasionka gra w sezonie 2023/2024 w klasie okręgowej, gr. Rzeszów.
Tradycją stały się coroczne Dni Jasionki, w których uczestniczy większość mieszkańców wsi i okolicznych miejscowości.
W latach 1954–1972 wieś należała i była siedzibą władz gromady Jasionka. W latach 1975–1998 miejscowość należała administracyjnie do województwa rzeszowskiego.